# Salles-la-Source
Salles-la-Source är en kommun i departementet Aveyron i regionen Occitanien i södra Frankrike. Kommunen ligger  i kantonen Marcillac-Vallon som ligger i arrondissementet Rodez. År 2022 hade Salles-la-Source 2 313 invånare.

## Befolkningsutveckling
Antalet invånare i kommunen Salles-la-Source
Referens: INSEE

## Galleri

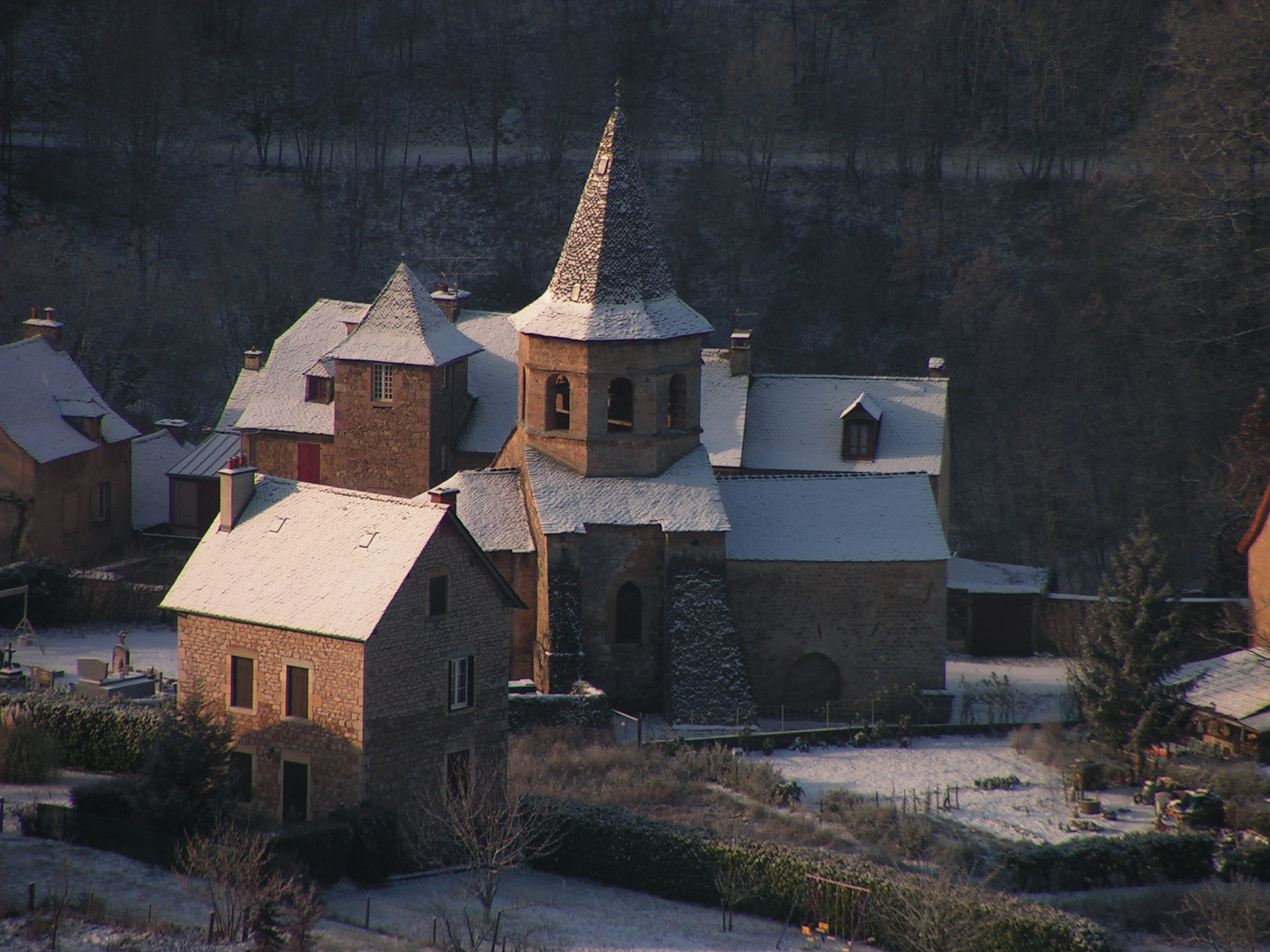
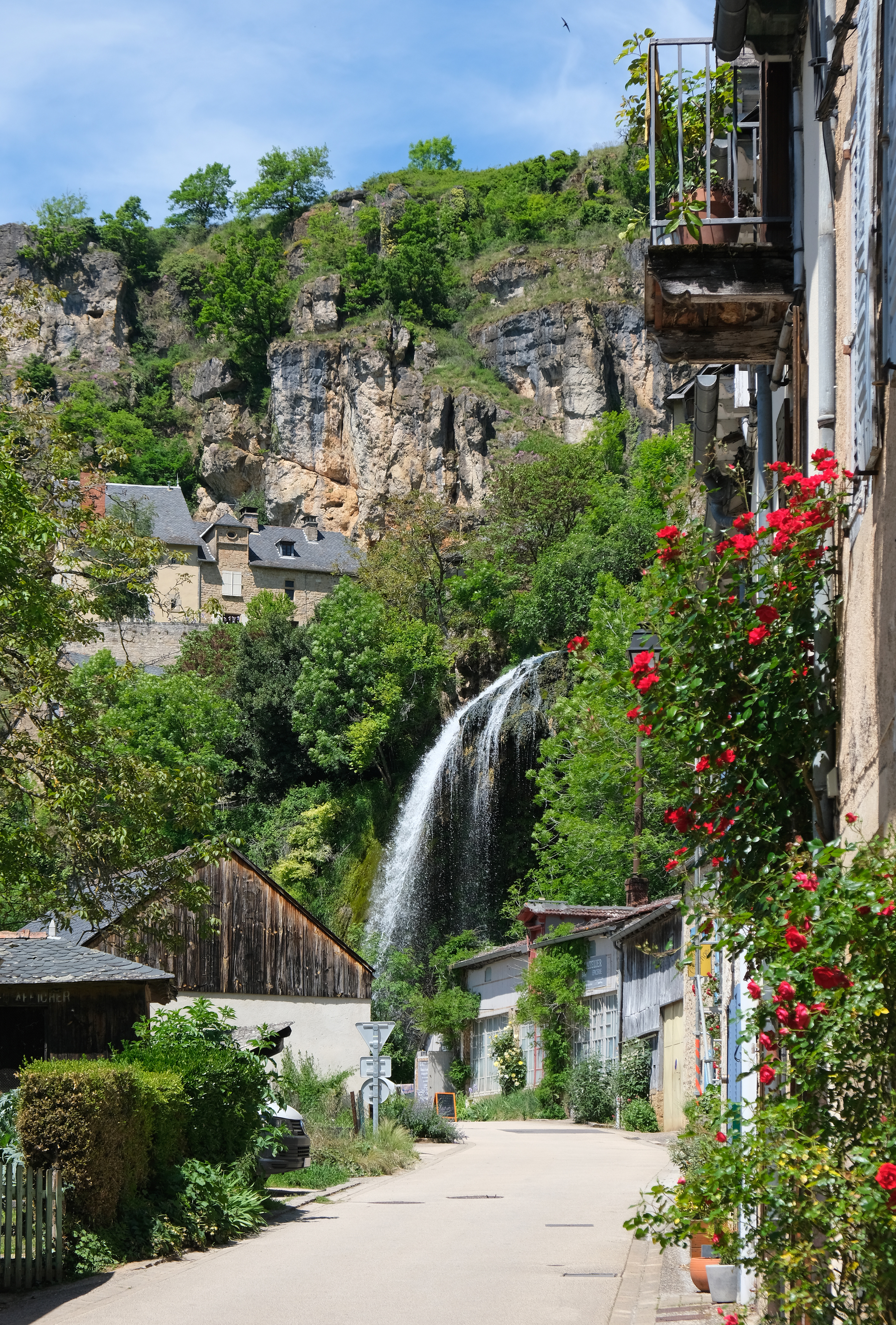